# Petanca als Jocs Mediterranis de 2018
La competició d'esports de pilota dels Jocs del Mediterrani de 2018 de Tarragona es va celebrar entre el 28 i el 30 de juny al velòdrom de Campclar de l'Anella Mediterrània a Tarragona. La primera aparició d'aquest esport en els Jocs del Mediterrani va ser a Bari 1997 a Itàlia.
La competició va ser categories masculina i femenina en diverses modalitats.

## Medaller per categoria
| Categoria       | Or                                                       | Plata                                                     | Bronze                                            |
| Homes           |                                                          |                                                           |                                                   |
| Petanca         |                                                          |                                                           |                                                   |
| Dobles          | França · Damien Roger Hureau · Bruno Louis Le Boursicaud | Itàlia · Alessio Cocciolo · Diego Rizzi                   | Tunísia · Majdi Hammami · Mohamed Khaled Bougriba |
| Tir de precisió | Diego Rizzi                                              | Bruno Le Boursicaud                                       | Abdessamad El Mankari                             |
| Lyonaise        |                                                          |                                                           |                                                   |
| Tir progressiu  | Ales Borcnik                                             | Stefano Pegoraro                                          | Hubert Marsens                                    |
| Tir de precisió | Pero Cubela                                              | Jure Kozjek                                               | Simone Mana                                       |
| Raffa           |                                                          |                                                           |                                                   |
| Individual      | Enrico Dall'olmo                                         | Alfonso Nanni                                             | Stefan Farrugia                                   |
| Dones           |                                                          |                                                           |                                                   |
| Petanca         |                                                          |                                                           |                                                   |
| Dobles          | · Mouna Beji · Asma Belli                                | · Ludivine Edwige D'Isidoro · Angelique Sandrine Colombet | · María José Múñoz · María José Pérez             |
| Tir de precisió | Mouna Beji                                               | Gülçin Çelik                                              | Asma Belli                                        |
| Lyonaise        |                                                          |                                                           |                                                   |
| Tir progressiu  | İnci Ece Öztürk                                          | Barbara Barthet                                           | Serena Traversa                                   |
| Tir de precisió | Nives Jelovica                                           | Sesilia Mailehako                                         | Caterina Venturini                                |

## Medaller per país
| Posició | País       | Or | Plata | Bronze | Total |
| 1       | Tunísia    | 2  | -     | 2      | 4     |
| 2       | Croàcia    | 2  | -     | -      | 2     |
| 3       | França     | 1  | 4     | 1      | 6     |
| 4       | Itàlia     | 1  | 3     | 3      | 7     |
| 5       | Eslovènia  | 1  | 1     | -      | 2     |
| 5       | Turquia    | 1  | 1     | -      | 2     |
| 7       | San Marino | 1  | -     | -      | 1     |
| 8       | Espanya    | -  | -     | 1      | 1     |
| 8       | Marroc     | -  | -     | 1      | 1     |
| 8       | Malta      | -  | -     | 1      | 1     |
| Total   | Total      | 9  | 9     | 9      | 27    |